# Omaruru

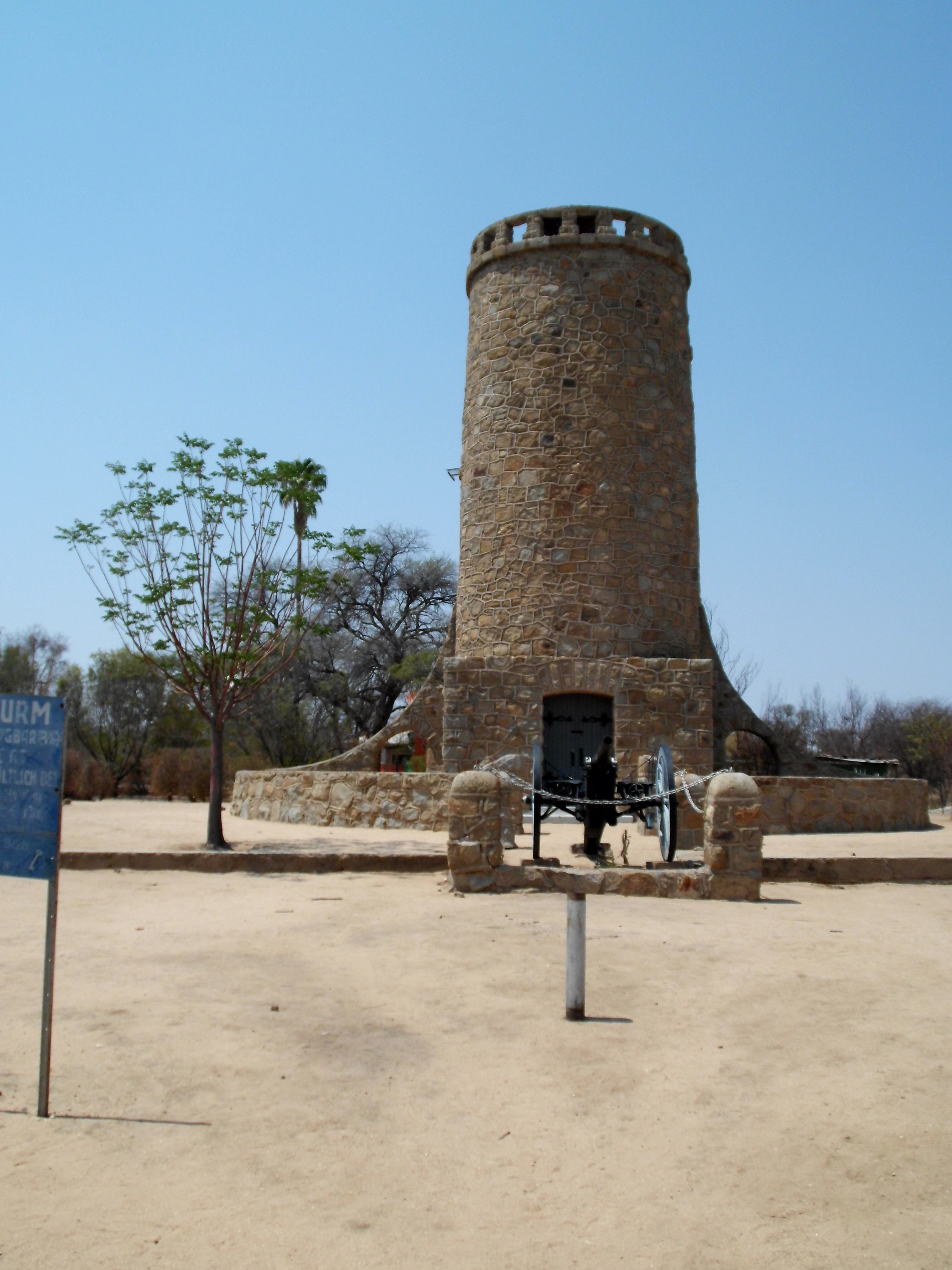
Franketurm in Omaruru

Omaruru ist eine Gemeinde im gleichnamigen Wahlkreis Omaruru in der Region Erongo in Namibia. Die Gemeinde hat 10.670 Einwohner (Stand 2023), ist 191,9204 Quadratkilometer groß  und liegt am Omaruru sowie Otjimakuru. Beide entspringen in der Nähe des Berges Etjo (2082 m).
Omaruru gilt als Künstlerstadt Namibias.
Der Name Omaruru leitet sich von Otjiherero omaere omaruro für „bitteren Quark“' ab und bezieht sich auf einen Busch (Grauer Stinkbusch), der im Flussbett des Omaruru anzutreffen ist.

## Geschichte
Omaruru ist zurückzuführen auf die Rheinische Mission, die 1872 hier einige Gebäude errichtete. Der Missionar Gottlieb Viehe schrieb hier die erste Bibelübersetzung ins Herero und bekehrte viele Herero der Region zum Christentum. 1894 wurde in Omaruru eine Militärstation der Deutschen Schutztruppe für die Kolonie Deutsch-Südwestafrika eingerichtet, die Leutnant Richard D. Volkmann bis 1898 als Distriktchef leitete.
Anfang 1904 wurde die Ansiedlung Schauplatz eines Herero-Aufstandes gegen die hier stationierten deutschen Soldaten, der jedoch nach nur einer Woche niedergeschlagen wurde. Die eingeschanzten Soldaten bekamen Unterstützung von einer Kompanie, die von Hauptmann Victor Franke geführt wurde. Diese durchbrach den Belagerungsring der Herero und befreite die Kaserne. Über Opferzahlen beiderseits ist nichts näher bekannt. An diese Operation erinnert in Omaruru der Franketurm. Dieser und die umliegenden Gefechtsfelder sind ein Nationales Denkmal Namibias.
Heute ist Omaruru ein eher verschlafenes, aber sehr kosmopolitisches Städtchen, in dem es außer einer Reihe von Hotels, einem Campingplatz und ein paar Läden vor allem eine Reihe von Kunsteinrichtungen bzw. -vereinen und nicht zuletzt auch eine Deutsche Schule gibt. Außerhalb von Omaruru liegt das rund 3,5 Hektar große Weingut Kristall Kellerei, eines von nur wenigen Weinanbaugebieten in Namibia, wie auch das Benediktinerkloster Waldfrieden. Zu Omaruru gehören auch die umliegenden Ansiedlungen Okombahe (3400 Einwohner), Otjimbojo, Otjohorongo und Omahoro. Die Landschaft in der Umgebung ist relativ fruchtbar.
Im Oktober 2007 reisten Nachfahren des Generals Lothar von Trotha und Mitglieder der Familie von Trotha auf Einladung der traditionellen Führer der Herero nach Omaruru, um sich öffentlich für von Trothas Rolle beim Aufstand der Herero und Nama zu entschuldigen und um Vergebung zu bitten.
Im August 2022 wurde eine großräumige Erweiterung des Stadtgebietes um 150 Hektar genehmigt. Diese wird durch private Investoren realisiert.

## Kunst und Kultur
In den letzten Jahren haben sich Künstler und Kunstwerkwerker niedergelassen, die dem Ort ein moderneres Flair verschaffen. Bekannt ist Tikoloshe Afrika an der Ortseinfahrt, das kunstvolle Holzschnitzereien anbietet. Eine Gruppe von Kavango-Schnitzern lässt sich vom natürlichen Wuchs des Materials inspirieren und fertigt dann skurrile Schnitzereien. Geschnitzt wird aus verwitterten, trockenen Wurzeln und Baumstämmen, die teilweise Tausende von Jahren alt sind. Das Holz wird zumeist in der Halbwüste und in den nördlichen Gebieten Namibias gesammelt.
Der WDR produzierte eine gleichnamige Fernsehserie.

## Verwaltung und Politik

### Verwaltung
Omaruru gliedert sich in den gleichnamigen Stadtteil und die 1996 proklamierte Vorstadt Ozondje (Extension 1).

### Politik
Bei den Kommunalwahlen 2020 erhielt die SWAPO mit 2 die meisten Sitze, verlor aber gegenüber der Wahlen 2015 erheblich (zuvor 4 Sitze). Die IPC, NUDO, PDM, UDF und die Bürgervereinigung erhielten jeweils einen Sitz. Bürgermeister ist seitdem Rodger Nautoro der PDM.

### Städtepartnerschaften
- Vänersborg

## Bildungseinrichtungen
- Deutsche Privatschule Omaruru[7]
- Omaruru Afrikaanse Privaatskool
- Omaruru Primary School
- Paheye Primary School
- S.I. !Gobs Secondary School
- Ubasen Primary School

## Söhne und Töchter der Stadt
- Apius ǃAuchabKlicklaut (* 1959), Politiker (UDF)
- Justus ǁGaroëb (* 1942), Politiker und traditioneller Führer der Damara
- Asser Kapere (* 1951), Politiker und Diplomat
- Immanuel Ngatjizeko (1952–2022), Politiker (SWAPO) und Minister
- Jamunovandu Ngatjizeko (* 1984), Fußballspieler
- Nianell (* 1971), Sängerin
- Sylvia Schlettwein (* 1975), Schriftstellerin, Übersetzerin und Sprachwissenschaftlerin
- Ruben Soroseb (* 1979), Behindertensportler
- Dan Craven (* 1983), Radrennfahrer